# يوري بيكوف (لاعب كرة قدم)
يوري بيكوف (بالروسية: Быков, Юрий Александрович)‏ (11 يناير 1963 في روسيا - ) هو مدرب كرة قدم ولاعب كرة قدم روسيا (وحمل سابقاً جنسية الاتحاد السوفيتي) في مركزي الوسط والهجوم. لعب مع شينيك ياروسلافل ولوكوموتيف موسكو ونادي ساتورن رامنسكوي ونادي سيسكا موسكو ودينامو بريانسك وFC Chernomorets Novorossiysk ‏ ونادي أكاديمية تولياتي لكرة القدم ونادي ميكولايف ‏ وFC Krasnoye Znamya Noginsk ‏ وFC Monolit Moscow ‏ وأسمرال موسكو.

## وصلات خارجية
- يوري بيكوف على موقع قاعدة بيانات كرة القدم.إي يو (الإنجليزية)
- يوري بيكوف على موقع Soccerway.com (الإنجليزية)